# Chârost
Chârost ist eine französische Gemeinde im Département Cher in der Region Centre-Val de Loire; sie gehört zum Arrondissement Bourges.
Die Gemeinde ist eine Station auf dem Jakobsweg Via Lemovicensis, einem der vier historischen „Wege der Jakobspilger in Frankreich“.

## Bevölkerungsentwicklung
- 1962: 1093
- 1968: 1131
- 1975: 1166
- 1982: 1152
- 1990: 1434
- 1999: 1069
- 2007: 0985
- 2012: 1041

## Sehenswürdigkeiten
- Kirche Saint-Michel, 12. Jahrhundert (siehe auch: Liste der Monuments historiques in Chârost)
- Schloss, 11. bis 16. Jahrhundert
- Lavoir (Waschhaus)

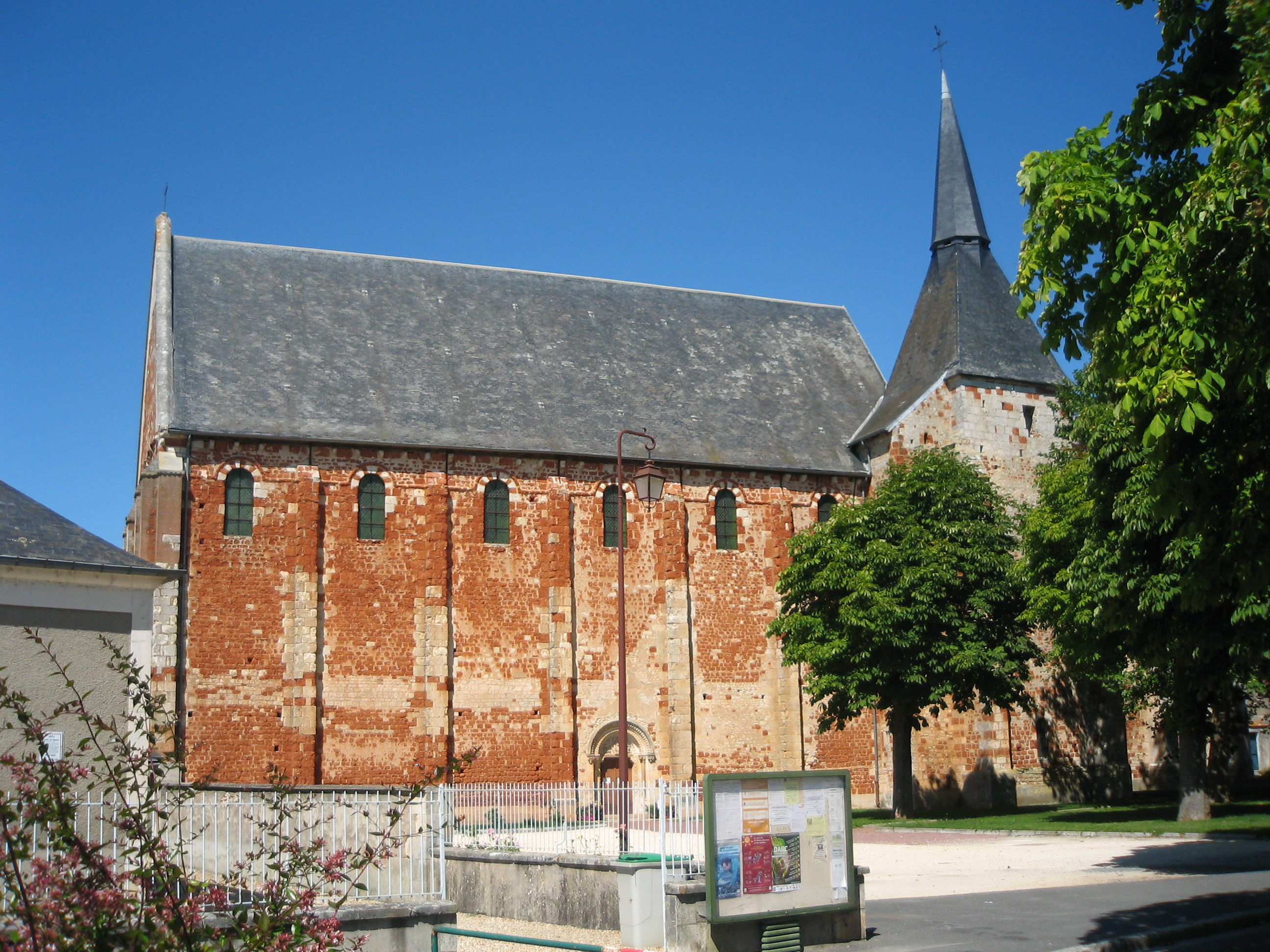
Kirche Saint Michel
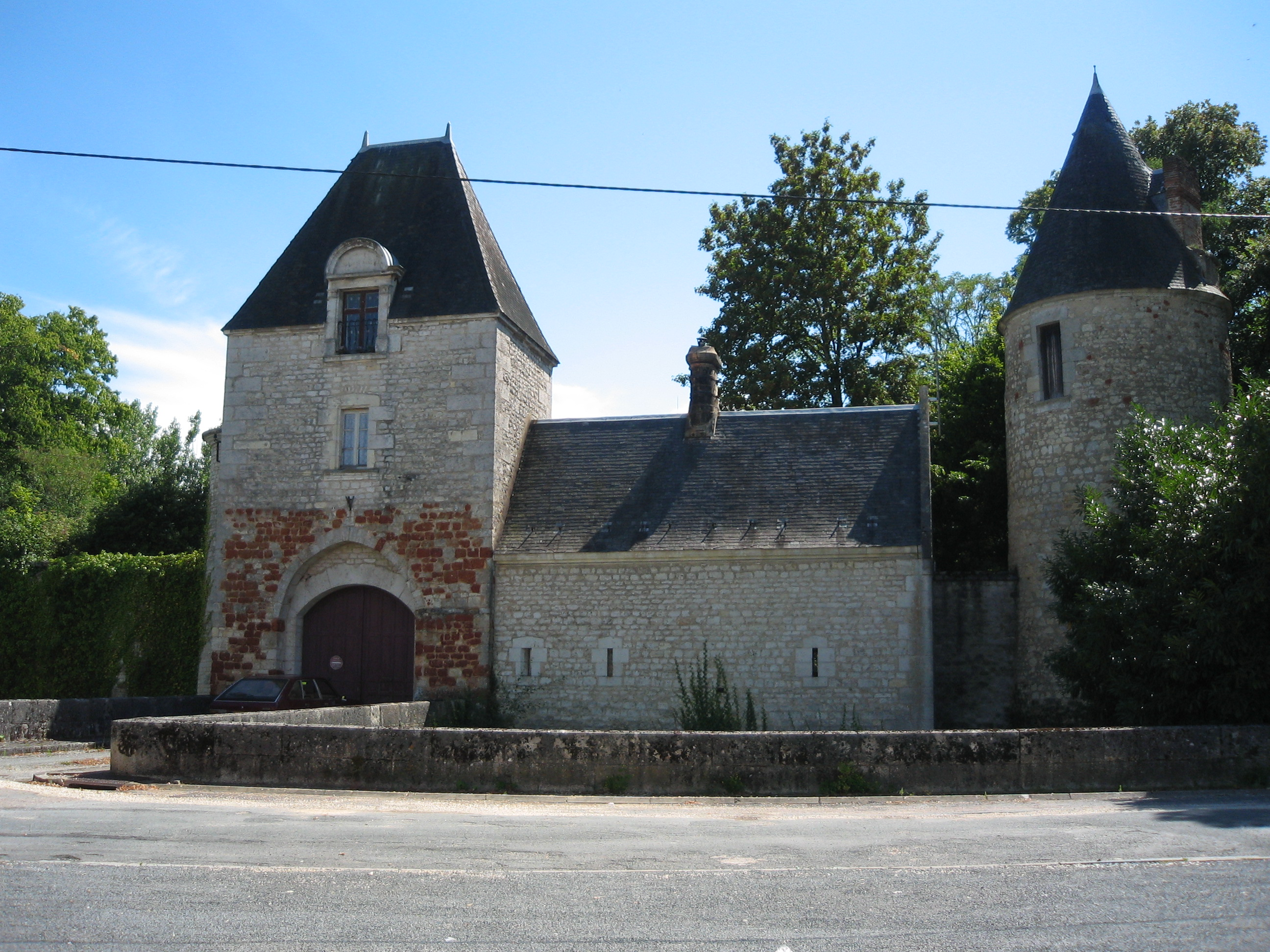
Schloss
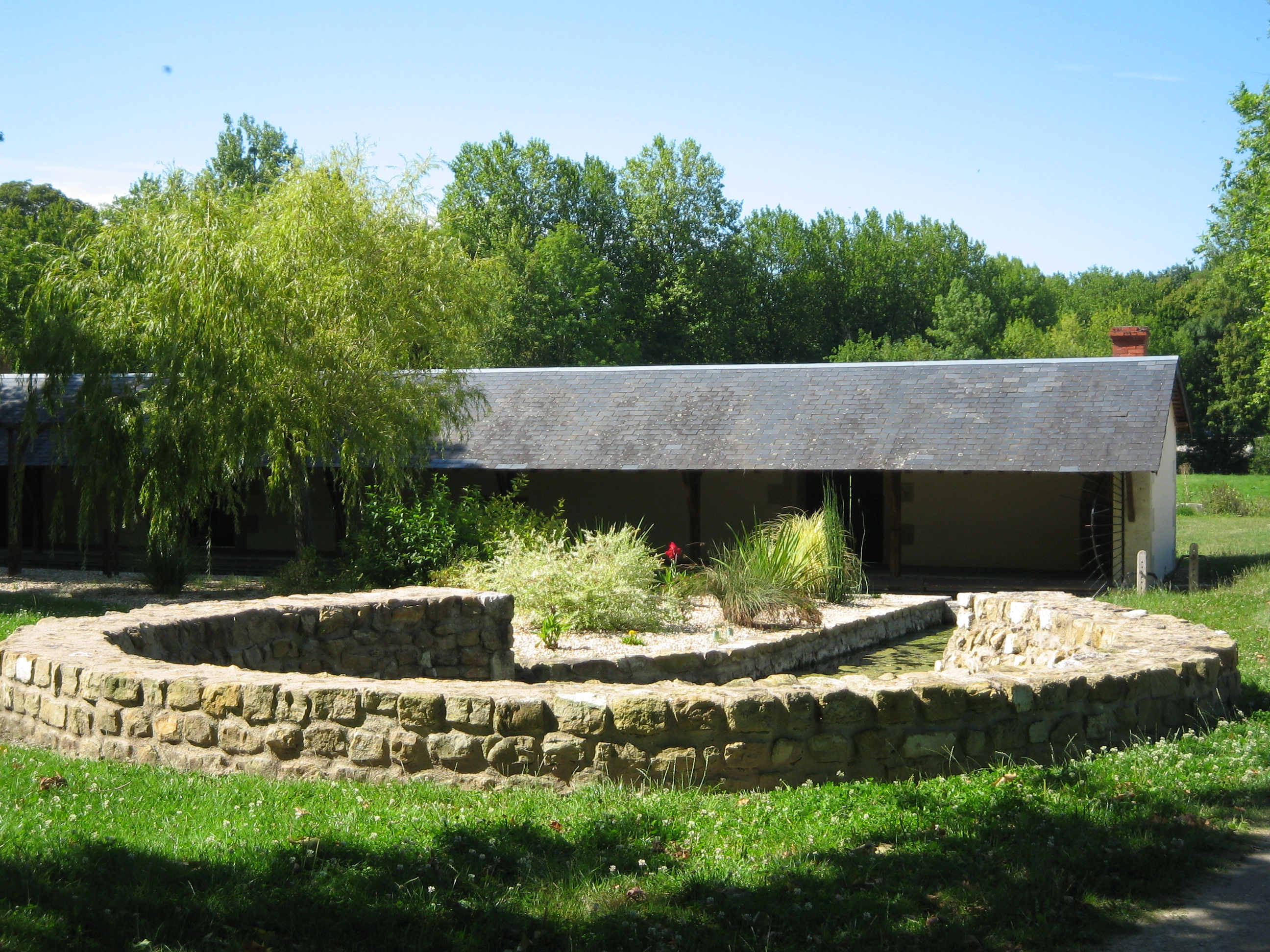
Lavoir
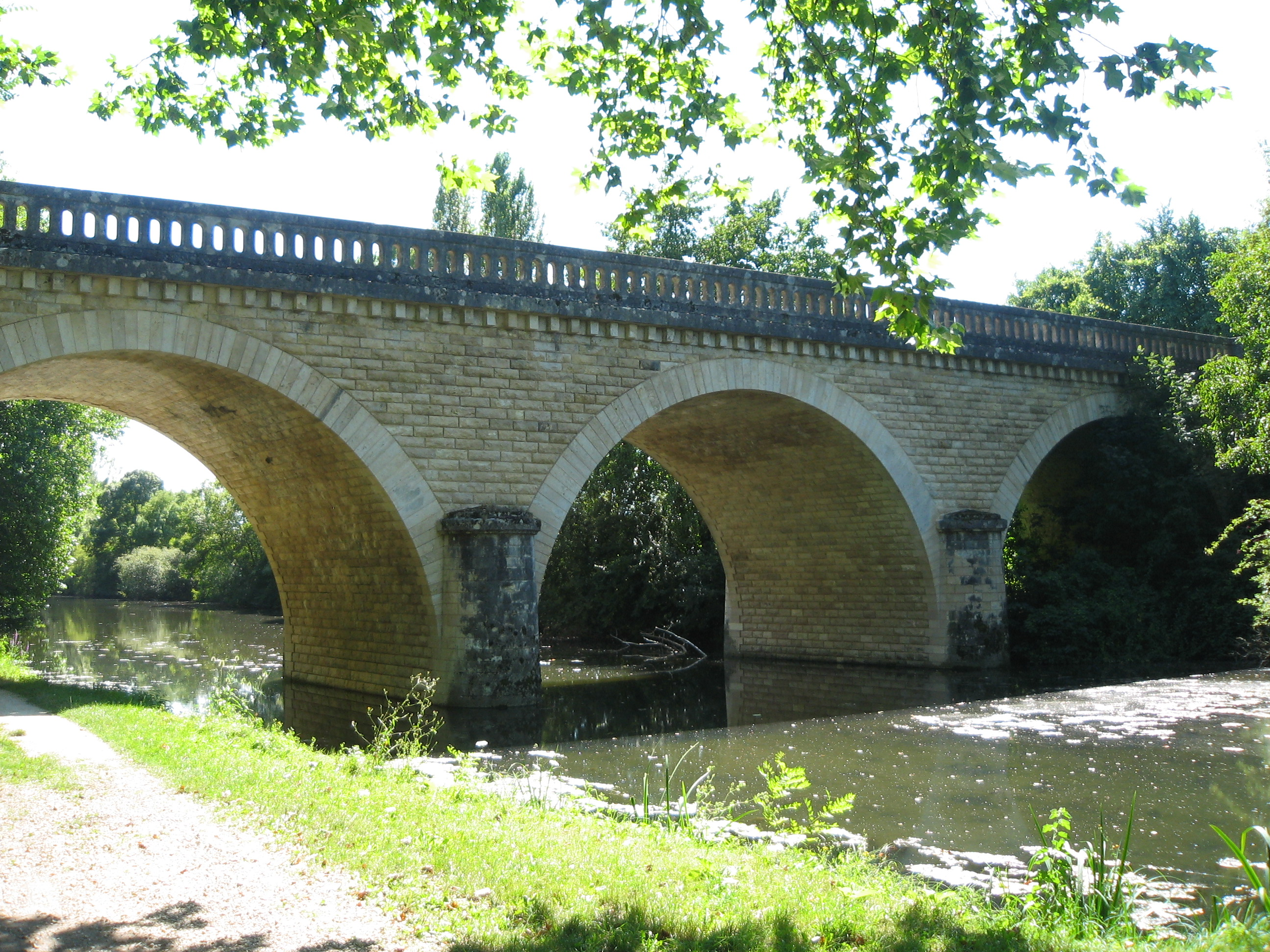
Alte Brücke über den Arnon
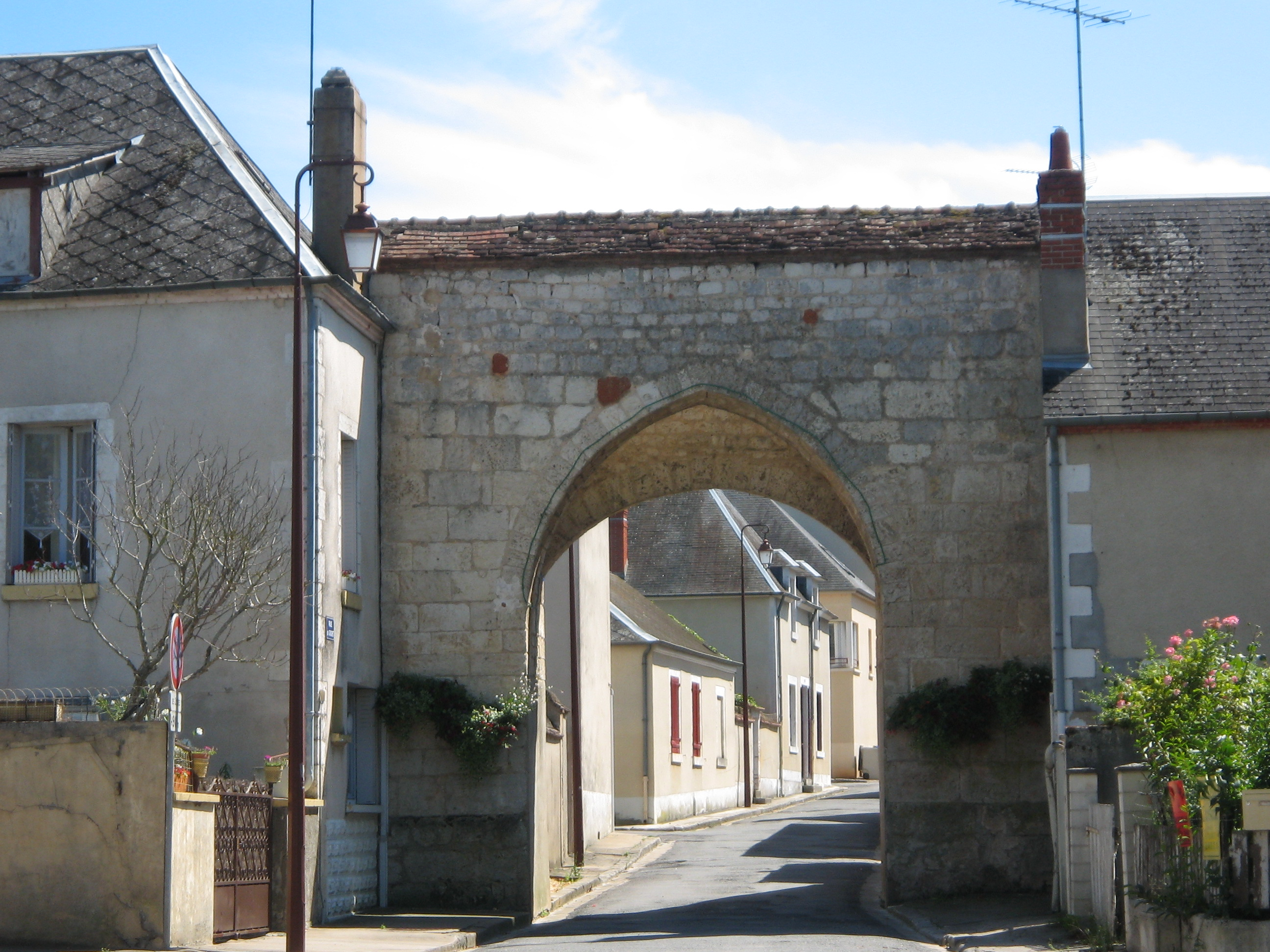
Stadttor